# Wayne Williams
Wayne Bertram Williams (Atlanta, 27 maggio 1958) è un criminale statunitense, probabile serial killer autore dei famigerati omicidi di Atlanta del 1979-1981.
Condannato all'ergastolo per due omicidi, è sospettato di almeno altre 23 uccisioni di afroamericani, in prevalenza bambini, nella zona di Atlanta e aree limitrofe, attribuite al "Killer di Atlanta". Non è mai stato sottoposto a giudizio per tali crimini e continua a proclamarsi innocente, nonostante dopo la sua cattura nel giugno 1981, gli omicidi di giovani neri siano cessati.

## Biografia

### Primi anni
Wayne Williams nacque il 27 maggio 1958, e crebbe nel sobborgo Dixie Hills di Atlanta, Georgia, figlio di Homer e Faye Williams. Entrambi i genitori erano insegnanti. Williams si diplomò presso la Douglass High School e sviluppò una passione per il giornalismo e la radio. Cominciò a frequentare le stazioni radiofoniche locali WIGO e WAOK, dove fece amicizia con vari disc jockey e prese in considerazione di intraprendere la professione di produttore discografico e impresario musicale. Da adolescente, costruì una stazione radio funzionante nel seminterrato dell'abitazione di famiglia.

### Omicidi di Atlanta
Le prime ore della mattina del 22 maggio 1981, un agente di polizia che stava presidiando la zona del ponte James Jackson Parkway sopra il fiume Chattahoochee (sito in cui erano stati scoperti diversi corpi di vittime), sentì un "forte tonfo in acqua", suggerendo che qualcuno avesse gettato qualcosa nel fiume dal ponte. La prima automobile che passò dal ponte, circa alle tre di notte, risultò essere quella di Williams. Fermato dalla polizia, egli disse agli agenti che si stava recando a un provino di una cantante di nome Cheryl Johnson in una città vicina. Tuttavia, sia il numero di telefono fornito alla polizia sia la cantante stessa si rivelarono inesistenti.
Due giorni dopo, il 24 maggio, il corpo nudo di Nathaniel Cater, 27 anni, scomparso da quattro giorni, fu scoperto nel fiume a poche miglia di distanza dal ponte dove la polizia aveva visto la station wagon di Williams. La polizia giunse alla conclusione che Williams avesse ucciso Cater e poi gettato il cadavere nel fiume dal ponte prima di allontanarsi in auto.
Williams fallì per tre volte il test della macchina della verità e peli e fibre simili a quelli rinvenuti sul corpo di un'altra vittima, Jimmy Ray Payne, furono trovati nella sua auto e a casa sua. Alcuni colleghi di Williams riferirono agli inquirenti di averlo visto con graffi sul viso e sulle braccia durante il periodo degli omicidi che, secondo gli investigatori, avrebbero potuto essere stati inflitti dalle vittime durante una lotta. Williams tenne una conferenza stampa da casa sua nella quale proclamò la sua innocenza, e disse di aver volontariamente fallito il test della macchina della verità, perché sarebbe stato comunque inammissibile come prova in tribunale. Williams venne nuovamente interrogato dalla polizia per dodici ore consecutive dal 3 al 4 giugno presso il quartier generale dell'FBI; venne poi rilasciato sotto sorveglianza.

### Arresto e processo
Williams fu arrestato il 21 giugno 1981, per gli omicidi di Cater e Payne. Il processo ebbe inizio il 6 gennaio 1982 nella contea di Fulton. Durante il procedimento giudiziario durato due mesi, i pubblici ministeri hanno abbinato 19 fonti di fibre provenienti dalla casa e dall'auto di Williams (il suo copriletto, il bagno, i guanti, i vestiti, i tappeti, il cane e un'insolita fibra di tappeto trilobata) a diverse vittime. Altre prove dell'accusa includevano la testimonianza di quanti avevano visto Williams insieme a molte delle vittime del killer di Atlanta. Williams decise di difendersi da solo, ma si alienò le simpatie della giuria mostrandosi aggressivo e combattivo.
Il 27 febbraio la giuria lo dichiarò colpevole degli omicidi di Cater e Payne, e Williams venne condannato all'ergastolo. Due giorni dopo la sua condanna al carcere a vita, la task force degli "omicidi dei bambini" di Atlanta si sciolse ufficialmente, annunciando che 23 dei 30 casi di omicidio nella lista potevano dirsi risolti con la cattura di Wayne Williams, anche se nessuna delle accuse era stata archiviata. Gli altri 7 casi ancora in sospeso, restarono aperti e furono trattati come normali casi di omicidio non collegati tra di loro. Dopo l'arresto di Williams, gli omicidi di bambini afroamericani cessarono.

## Vittime accertate
| Nome            | Età | Data scomparsa | Causa del decesso | Caso (status)                                   |
| Jimmy Ray Payne | 22  | 23 aprile 1981 | Asfissia          | Williams processato e condannato per il crimine |
| Nathaniel Cater | 27  | 22 maggio 1981 | Asfissia          | Williams processato e condannato per il crimine |

## Vittime presunte
| Nome                   | Età | Data scomparsa    | Causa del decesso                 | Caso (status)                 |
| Edward Smith           | 14  | 21 luglio 1979    | Colpo di pistola alla schiena     | Irrisolto                     |
| Alfred Evans           | 13  | 25 luglio 1979    | Strangolamento                    | Attribuito a Williams; chiuso |
| Milton Harvey          | 14  | 4 settembre 1979  | Indeterminata                     | Irrisolto                     |
| Yusuf Bell             | 9   | 21 ottobre 1979   | Strangolamento                    | Attribuito a Williams; chiuso |
| Angel Lanier           | 12  | 4 marzo 1980      | Strangolamento                    | Irrisolto                     |
| Jeffery Mathis         | 11  | 11 marzo 1980     | Indeterminata                     | Irrisolto                     |
| Eric Middlebrooks      | 14  | 18 maggio 1980    | Trauma alla testa                 | Attribuito a Williams; chiuso |
| Christopher Richardson | 12  | 9 giugno 1980     | Strangolamento                    | Attribuito a Williams; chiuso |
| LaTonya Wilson         | 7   | 22 giugno 1980    | Indeterminata                     | Irrisolto                     |
| Aaron Wyche            | 10  | 23 giugno 1980    | Asfissia                          | Attribuito a Williams; chiuso |
| Anthony Carter         | 9   | 6 luglio 1980     | Pugnalate multiple                | Attribuito a Williams; chiuso |
| Earl Terrell           | 10  | 30 luglio 1980    | Asfissia                          | Attribuito a Williams; chiuso |
| Clifford Jones         | 12  | 20 agosto 1980    | Strangolamento                    | Attribuito a Williams; chiuso |
| Darron Glass           | 10  | 14 settembre 1980 | Indeterminata (corpo mai trovato) | Irrisolto                     |
| Charles Stephens       | 12  | 9 ottobre 1980    | Soffocamento                      | Attribuito a Williams; chiuso |
| Aaron Jackson          | 9   | 1º novembre 1980  | Asfissia                          | Attribuito a Williams; chiuso |
| Patrick Rogers         | 16  | 10 novembre 1980  | Trauma alla testa                 | Attribuito a Williams; chiuso |
| Lubie Geter            | 14  | 3 gennaio 1981    | Asfissia                          | Attribuito a Williams; chiuso |
| Terry Pue              | 15  | 22 gennaio 1981   | Strangolamento                    | Attribuito a Williams; chiuso |
| Patrick Baltazar       | 12  | 6 febbraio 1981   | Strangolamento                    | Attribuito a Williams; chiuso |
| Curtis Walker          | 13  | 19 febbraio 1981  | Asfissia                          | Attribuito a Williams; chiuso |
| Joseph Bell            | 15  | 2 marzo 1981      | Asfissia                          | Attribuito a Williams; chiuso |
| Timothy Hill           | 13  | 13 marzo, 1981    | Asfissia                          | Attribuito a Williams; chiuso |
| Eddie Duncan           | 21  | 20 marzo 1981     | Strangolamento                    | Attribuito a Williams; chiuso |
| Larry Rogers           | 20  | 22 marzo 1981     | Strangolamento                    | Attribuito a Williams; chiuso |
| Michael McIntosh       | 23  | 25 marzo 1981     | Asfissia                          | Attribuito a Williams; chiuso |
| John Porter            | 28  | aprile 1981       | Pugnalate multiple                | Attribuito a Williams; chiuso |
| William Barrett        | 17  | 11 maggio 1981    | Strangolamento                    | Attribuito a Williams; chiuso |

## Riapertura delle indagini
Williams si è sempre dichiarato innocente ed ha accusato la polizia di Atlanta di aver coperto l'evidente coinvolgimento del KKK negli omicidi per scongiurare disordini razziali in città. I suoi avvocati lo definiscono un "capro espiatorio", un innocente in carcere dall'età di 23 anni mentre i veri assassini sono in libertà. In contrasto, Joseph Drolet, pubblico ministero al processo a Williams, è decisamente colpevolista, facendo notare che dopo l'arresto di Williams, "gli omicidi del killer di Atlanta sono cessati".
Alla fine degli anni novanta, Williams chiese una revisione del processo. La corte suprema della contea di Butts nella persona del giudice Hal Craig respinse la richiesta di appello. All'inizio del 2004, Williams chiese nuovamente un riesame del suo caso in base alla diffusione della notizia che un esponente del Ku Klux Klan si era vantato dei delitti di Atlanta. Nello specifico, Charles T. Sanders, un suprematista bianco affiliato al KKK (e uno dei primi sospettati degli omicidi di Atlanta), nel corso di una conversazione privata registrata di nascosto aveva elogiato le uccisioni di bambini afroamericani. Anche se Sanders non fece mai alcuna dichiarazione pubblica circa gli omicidi, durante un interrogatorio del Georgia Bureau of Investigation nel 1981 dichiarò compiaciuto che il killer "aveva spazzato via un centinaio di future generazioni di negri". Inoltre, Sanders a quanto pare si vantò dell'omicidio di una vittima in particolare, Lubie Geter, dopo aver avuto una lite con lui perché gli aveva urtato l'auto. La reazione di Sanders fu molto accesa e confidò a un amico di "voler ammazzare quel nero bastardo, soffocarlo fino a farlo morire". Geter fu effettivamente strangolato circa tre mesi dopo l'incidente. Nel 1986 un testimone anonimo, ex amico di Sanders, disse al documentarista Payne Lindsey (Atlanta Monster) che Sanders si era vantato con lui degli omicidi dei "negracci", affermando che anche i suoi fratelli erano coinvolti. Un giudice federale respinse anche questa istanza di riesame il 17 ottobre 2006.
Nel maggio 2004, circa sei mesi dopo essere diventato capo della polizia della contea di DeKalb nel novembre 2003, Louis Graham propose di riaprire le indagini inerenti ai cinque omicidi del "killer di Atlanta" avvenuti nella contea di sua competenza: Aaron Wyche di anni 10, Curtis Walker di anni 13, Yusuf Bell di anni 9, William Barrett di anni 17 e Patrick Baltazar di anni 11. Graham, uno degli investigatori originali dei casi, disse di dubitare che Wayne Williams fosse il colpevole. Il 21 giugno 2006, la polizia della contea di DeKalb respinse la sua richiesta di riapertura delle indagini. Dopo aver dato le dimissioni, Graham fu rimpiazzato da Nick Marinelli, che dichiarò come non sussistessero le circostanze per una riapertura ufficiale delle indagini, preferendo dare la precedenza ad altri casi rimasti irrisolti.
John E. Douglas disse che sebbene ritenesse Williams l'esecutore materiale di molti degli omicidi, non pensava fosse l'autore di tutti gli omicidi. Douglas aggiunse di credere che le autorità di Atlanta fossero a conoscenza dell'esistenza di più di un killer, dichiarando in maniera criptica: «Non c'è stato un singolo assassino, e la verità non è piacevole».
Il 29 gennaio 2007, il procuratore distrettuale dello Stato della Georgia acconsentì a far eseguire il test del DNA sul pelo di cane rinvenuto sui corpi di alcune delle vittime. La decisione venne presa in risposta agli esposti legali presentati dagli avvocati di Williams nella speranza di una revisione del processo.
Il 26 giugno 2007, i risultati del test del DNA dimostrarono che i peli rinvenuti sui corpi contenevano la stessa sequenza di DNA mitocondriale del cane appartenuto al padre di Williams all'epoca degli omicidi. Tuttavia, la dottoressa Elizabeth Wictum, direttrice del laboratorio di analisi che eseguì il test, disse alla Associated Press che sebbene il risultato fosse "abbastanza significativo", non era possibile affermare senza possibilità di errore che i peli appartenessero al cane di Williams, perché il DNA mitocondriale, a differenza del DNA nucleare, non può essere dimostrato che appartenga ad un unico cane nello specifico.
Il 21 marzo 2019, il sindaco di Atlanta Keisha Lance Bottoms e il capo della polizia di Atlanta Erika Shields annunciarono che i funzionari avrebbero riesaminato nuovamente le prove degli omicidi, che saranno raccolte dal dipartimento di polizia di Atlanta, dal procuratore distrettuale della contea di Fulton e dall'ufficio investigativo della Georgia. In una conferenza stampa, il sindaco Bottoms ha dichiarato: «Potrebbe non esserci più nulla da esaminare. Ma penso che la storia ci giudicherà dalle nostre azioni e potremo dire che abbiamo provato».

## Riferimenti nella cultura di massa
- Nella miniserie televisiva del 1985 The Atlanta Child Murders, Wayne Williams è interpretato da Calvin Levels.
- Nel film tv del 2000, Who Killed Atlanta's Children?, è interpretato da Clé Bennett.
- Nel 2019 Williams, interpretato da Christopher Livingston, appare nella seconda stagione della serie televisiva Mindhunter trasmessa su Netflix, assieme ad altri serial killer celebri come Edmund Kemper e David Berkowitz.[27][28]